# Grüne Eiche (Greiz)
Die Grüne Eiche ist eine Siedlung des Stadtteils Neumühle/Elster der Stadt Greiz im Landkreis Greiz in Thüringen.

## Lage
Die Siedlung liegt am Hang des Krebsbaches unweit dessen Mündung in die Weiße Elster. Direkt nördlich schließt sich die Krebsmühle und westlich der Knottengrund an. Weiter östlich liegt Kleinreinsdorf und Greiz ca. 7 Kilometer im Süden. Der Ort ist in einem Ausläufer des Greiz-Werdauer Wald lokalisiert.

## Geschichte
Die Grüne Eiche ist ein junges Siedlungsgebiet. Erst 1994 erfolgte der Spatenstich für das Neubaugebiet mit ca. 20 Einfamilienhäusern. Der Name resultiert dabei aus einer 500 Jahre alten Eiche, die am 1. Januar 1914 einem Sturm zum Opfer fiel. Im dahinterliegenden "Kuhbergbruch" wurde von 1890 bis 1985 Quarzporphyr bergmännisch abgebaut.
Ursprünglich gehörte das Gebiet zur Gemeinde Kleinreinsdorf. Mit der Bildung der Gemeinde Neumühle/Elster am 1. Januar 1960 wurde es ein Teil dieser. Am 31. Dezember 2019 wurde die Gemeinde Neumühle/Elster nach Greiz eingemeindet, wodurch auch die Grüne Eiche nach Greiz kam.

## Verkehr
Die Grüne Eiche liegt an einer Nebenstraße der L 1085 von Langenwetzendorf und der Bundesstraße 92 nach Teichwolframsdorf.
Die PRG Greiz bedient die Haltestelle Neumühle, Krebsmühle unweit der Siedlung mit den Linien 20 und 21.